# Джон Конвей
Джон Гортон Конвей (англ. John Horton Conway; 26 грудня 1937, Ліверпуль — 11 квітня 2020) — англійський математик, відомий переважно, як творець клітинного автомата «Гра Життя». Займався теорією скінченних груп, теорією вузлів, теорією чисел.
В останні роки життя був професором математики в Принстонському університеті, США. Його число Ердеша дорівнює одиниці. Конвей отримав премію Berwick Prize в 1971 році і був обраний членом Лондонського королівського товариства в 1981 році. Конвей також є лауреатом премій Pólya Prize (LMS)(1987), Nemmers Prize in Mathematics(1998) і Leroy P. Steele Prize for Mathematical Exposition (2000) Американського математичного товариства.
Помер 11 квітня 2020 року від COVID-19.

## Ранні роки та освіта
Конвей народився 26 грудня 1937 року в Ліверпулі, в сім'ї Сиріла Гортона Конвея та Агнес Бойс. Він захопився математикою в дуже ранньому віці. До 11 років він хотів стати математиком. Залишивши шостий клас, він вивчав математику в коледжі Гонвілл і Кайуса в Кембриджі. «Жахливо замкнутий підліток» у школі, він сприйняв вступ до Кембриджу як можливість перетворитися на екстраверта, зміна, яка пізніше принесла йому прізвисько «найхаризматичніший математик у світі».
Конвей здобув ступінь бакалавра в 1959 році та під керівництвом Гарольда Девенпорта почав проводити дослідження в галузі теорії чисел. Вирішивши поставлену Девенпортом відкриту проблему запису чисел як суми п'ятих ступенів, Конвей почав цікавитися нескінченними ординалами. Схоже, що його інтерес до ігор почався під час навчання в Cambridge Mathematical Tripos, де він став затятим гравцем у нарди, годинами граючи в гру у спільній кімнаті.
В 1964 році Конвей здобув докторський ступінь і був призначений науковим співробітником і викладачем математики в коледжі Сідні Сассекс в Кембриджі.
Залишивши Кембридж у 1986 році, він отримав призначення на кафедру математики імені Джона фон Неймана в Прінстонському університеті.

## Досягнення

### Комбінаторна теорія ігор

Гармата планерів в Грі Життя

Серед математиків-аматорів, Джон Конвей напевно найбільш відомий через свій вклад у комбінаторну теорію ігор, теорію партизанських ігор. Він розвинув її разом з Елвіном Берлекампом і Річардом Ґаєм. Разом з цими математиками Конвей також є співавтором книжки «Виграшні шляхи для ваших математичних ігор» («Winning Ways for your Mathematical Plays»). Він також написав книжку «Про числа та ігри» (англ. On Numbers and Games), яка заклала математичні основи комбінаторної теорії ігор.
Конвей та Майк Патерсон вигадали гру «Паростки», а також є один з винахідників гри Хутбол. Він детально проаналізував багато ігор та загадок, таких як Кубики сома, кілочковий пасьянс, та солдатики Конвея. Придумав задачу ангела, розв'язану 2006 року.
Джон Конвей придумав нову систему чисел — сюрреальні числа, які мають тісне відношення до певних математичних ігор і стали основою математичної новели Дональда Кнута.
Він також відомий винаходом «Гри Життя», яка є одним із перших прикладів функціонування клітинних автоматів.

### Інші напрямки
Конвей придумав номенклатуру для великих чисел — Нотація Конвея. Також він створив нотацію для опису вузлів.
Конвей придумав нотацію для многогранників. Крім того, Конвей і Майкл Гай перерахували всі чотиривимірні архімедові тіла і відкрили велику антипризму — єдиний невітгоффів однорідний політоп.